# UN-Antifolterkonvention

Weltkarte mit den Staaten bezüglich der Antifolterkonvention:
Unterzeichnet und ratifiziert
Unterzeichnet, jedoch nicht ratifiziert
Nicht unterzeichnet und nicht ratifiziert

Die UN-Antifolterkonvention (englisch United Nations Convention against Torture and Other Cruel, Inhuman or Degrading Treatment or Punishment (CAT), französisch Convention contre la torture et autres peines ou traitements cruels, inhumains ou dégradants) ist das von den Vereinten Nationen beschlossene Übereinkommen gegen Folter und andere grausame, unmenschliche oder erniedrigende Behandlung oder Strafe (FoK) vom 10. Dezember 1984. Sie beruft sich in der Präambel auf das Folterverbot in Art. 5 AEMR und Art. 7 IPbpR. Die UN-Antifolterkonvention beruht auf der vorangegangenen UN-Resolution 3452 (xxx), der Erklärung über den Schutz aller Personen vor Folter und anderer grausamer, unmenschlicher oder erniedrigender Behandlung oder Strafe vom 9. Dezember 1975.
Es gibt auch eine Europäische Antifolterkonvention (CPT) vom 26. November 1987, welche jedoch nur der Prävention, der Verhinderung von Verstößen gegen das Folterverbot dient und der OPCAT entspricht.

## Gültigkeit
Die UN-Antifolterkonvention trat am 26. Juni 1987 nach der Ratifizierung durch 21 Mitgliedsstaaten in Kraft. Zurzeit (Stand: April 2024) haben 174 Staaten die Konvention ratifiziert. Die Einhaltung des Vertragswerks wird vom UN-Ausschuss gegen Folter überwacht.
Die Konvention ist völkerrechtlich verbindlich. Sie ergänzt die Allgemeine Erklärung der Menschenrechte von 1948 und die Genfer Konventionen von 1949 und deren Zusatzprotokoll von 1977, indem sie „Folter“ genau definiert und Maßnahmen zu ihrer Verhinderung, Verfolgung und Bestrafung regelt.
Am 18. Dezember 2002 hat die UN-Generalversammlung ein Protokoll zur UN-Antifolterkonvention angenommen.
Das Optional Protocol to the Convention Against Torture (OPCAT) enthält einen präventiven Ansatz zum Schutz vor Folter und steht seit Anfang 2003 zur Ratifizierung bereit. Mit der 20. Ratifizierung ist das Fakultativprotokoll am 22. Juni 2006 in Kraft getreten. Es sieht die Einrichtung eines internationalen Gremiums vor, das dem UN-Ausschuss gegen Folter untersteht und Untersuchungen in Gefängnissen oder anderen Orten, an denen Gefangene festgehalten werden, durchführen kann. Besuche müssen allerdings angemeldet werden, so dass betroffene Regierungen auf Vorwürfe reagieren und sich vorbereiten können. Die Europäische Antifolterkonvention enthält dieses präventive Element bereits in ihrer Erstfassung.

## Artikelauszüge
Laut Artikel 1 bezeichnet Folter „jede Handlung, durch die einer Person vorsätzlich große körperliche oder seelische Schmerzen oder Leiden zugefügt werden, zum Beispiel um von ihr oder einem Dritten eine Aussage oder ein Geständnis zu erlangen, um sie für eine tatsächlich oder mutmaßlich von ihr oder einem Dritten begangene Tat zu bestrafen oder um sie oder einen Dritten einzuschüchtern oder zu nötigen, oder aus einem anderen, auf irgendeiner Art von Diskriminierung beruhenden Grund, wenn diese Schmerzen oder Leiden von einem Angehörigen des öffentlichen Dienstes oder einer anderen in amtlicher Eigenschaft handelnden Person, auf deren Veranlassung oder mit deren ausdrücklichem oder stillschweigendem Einverständnis verursacht werden. Der Ausdruck umfasst nicht Schmerzen oder Leiden, die sich lediglich aus gesetzlich zulässigen Sanktionen ergeben, dazu gehören oder damit verbunden sind.“
Artikel 2 bis 4 legen fest, dass jeder Vertragsstaat dafür sorgt, Folter in seinem Hoheitsgebiet zu verhindern und unter Strafe zu stellen. Er darf eine Person aber „nicht in einen anderen Staat ausweisen, abschieben oder an diesen ausliefern, wenn stichhaltige Gründe für die Annahme bestehen, dass sie dort Gefahr liefe, gefoltert zu werden. Außergewöhnliche Umstände wie Krieg oder Kriegsgefahr, innenpolitische Instabilität oder ein sonstiger öffentlicher Notstand, dürfen nicht als Rechtfertigung für Folter geltend gemacht werden. Eine von einem Vorgesetzten oder einem Träger öffentlicher Gewalt erteilte Weisung darf nicht als Rechtfertigung für Folter geltend gemacht werden.“
Artikel 13 verpflichtet die Staaten, zuständige Stellen zu schaffen, damit jeder, der behauptet, er sei im jeweiligen Staat gefoltert oder misshandelt worden, das Recht auf Anrufung dieser Stelle hat, woraufhin diese Behörden den Fall umgehend und unparteiisch prüfen.
Artikel 16 verbietet jegliche sonstige grausame und unmenschliche Behandlung, die unterhalb der Schwelle zur in Artikel 1 definierten Folter liegt.
Erhält der Anti-Folter-Ausschuss nach Artikel 20 „wohlbegründete Hinweise darauf [...], dass im Hoheitsgebiet eines Vertragsstaats systematisch Folterungen stattfinden, so fordert der Ausschuss diesen Vertragsstaat auf, bei der Prüfung der Informationen mitzuwirken und zu diesem Zweck Stellungnahmen zu den Informationen abzugeben.“ Wenn es der Ausschuss „für gerechtfertigt hält, kann er eines oder mehrere seiner Mitglieder beauftragen, eine vertrauliche Untersuchung durchzuführen und ihm sofort zu berichten.“
Nach Artikel 28  kann jeder Staat „bei der Unterzeichnung oder der Ratifikation dieses Übereinkommens oder dem Beitritt zu diesem erklären, dass er die in Artikel 20 vorgesehene Zuständigkeit des Ausschusses nicht anerkennt.“

## Innerstaatliche Umsetzung
Die Staaten haben sich mit Art. 4 FoK verpflichtet, Verstöße gegen das Folterverbot strafrechtlich zu ahnden.

### Deutschland
§ 340 StGB-DE Körperverletzung im Amt

§ 343 StGB-DE Aussageerpressung

Eine unabhängige Untersuchungsstelle gem. Art. 13 FoK ist ausstehend. Deutschland wurde diesbezüglich vom UN-Ausschuss gegen Folter (CAT) mehrfach gemahnt.

### Österreich
§ 312 StGB-AT Quälen oder Vernachlässigen eines Gefangenen

§ 312a StGB-AT Folter

Österreich hatte gem. Art. 13 FoK das Büro für Interne Angelegenheiten (BIA) damit beauftragt. Laut Bericht des österreichischen Menschenrechtsbeirat (MRB) genügte diese Stelle nicht dem Gebot der Unabhängigkeit und den Kriterien einer wirksamen Untersuchung. Dann wurde der Unabhängiger Verwaltungssenat damit beauftragt, welcher ebenfalls ungenügend war und auf den 1. Jänner 2014 aufgelöst wurde.
Österreich wurde diesbezüglich vom UN-Ausschuss gegen Folter (CAT) mehrfach gemahnt.

### Liechtenstein
§ 312 StGB-LI Quälen oder Vernachlässigen eines Gefangenen
§ 312a StGB-LI Folter

Eine unabhängige Untersuchungsstelle gem. Art. 13 FoK ist ausstehend.

### Schweiz
Die Schweiz hat die UN-Anti-Folterkonvention ratifiziert, aber nicht umgesetzt. Weder Folter noch die Misshandlung von Gefangenen ist ein eigener Straftatbestand, es gelten aber die allgemeinen Bestimmungen über Nötigung und Körperverletzung. In den Kantonen Zürich (§ 148 GoG, vgl. BGE 137 IV 269), St. Gallen und Appenzell Innerrhoden genießen Beamte die relative Immunität, vgl. Art. 7 Abs. 2 lit b StPO-CH.

Bei Misshandlungen in Polizeigewahrsam prüft jeweils eine nichtrichterliche Stelle, ob aus Opportunitätsgründen die Immunität der fehlbaren Polizeibeamten aufgehoben werden soll oder nicht. Den Polizeibeamten wird bei Verstößen gegen das Folterverbot, Misshandlung der Gefangenen so gut wie immer die Immunität gewährt. Eine unabhängige Untersuchungsstelle gemäß Art. 13 FoK ist ausstehend. Die Schweiz wurde diesbezüglich vom UN-Ausschuss gegen Folter (CAT) mehrfach gemahnt.

## Überwachung der Vertragsbedingungen
Die Einhaltung der Bestimmungen der Konvention überwacht das zuständige UN-Vertragsorgan, der UN-Ausschuss gegen Folter (Committee against Torture, CAT), der periodisch die Berichte der Unterzeichnerstaaten entgegennimmt und auswertet.
Am 22. Juni 2006 ist das Fakultativprotokoll (OPCAT) zur Anti-Folter-Konvention in Kraft getreten, welches für die Unterzeichnenden Staaten als weiteres Kontrollorgan den UN-Unterausschuss zur Verhütung von Folter einsetzt.

## Kritik
Kritiker bemängeln im Folterbegriff lückenhafte Formulierungen, denn es erfolgen fragwürdige Ausnahmen:
1. Als Folter gelte nur, „wenn diese Schmerzen oder Leiden von einem Angehörigen des öffentlichen Dienstes oder einer anderen in amtlicher Eigenschaft handelnden Person, auf deren Veranlassung oder mit deren ausdrücklichem oder stillschweigendem Einverständnis verursacht werden.“ Folter könne in diesem Sinne nur von einem funktionierenden Staat ausgehen, der aber in Bürgerkriegen oft faktisch nicht mehr existiert. Folter, die während der Aufhebung der zivilen Ordnung stattfindet, fiele so nicht unter die UN-Konvention.
2. Die Einschränkung, der Ausdruck umfasse nicht Schmerzen oder Leiden, die sich lediglich aus gesetzlich zulässigen Sanktionen ergeben, dazu gehören oder damit verbunden sind, schütze außerdem diejenigen Staaten, deren Gesetze z. B. das Auspeitschen oder die Steinigung als Bestrafung oder Elektrokrampftherapie als „Therapie“ vorsehen.
3. Die Konvention lasse Staaten, in denen Folterregime an der Macht sind, die Möglichkeit offen, ihre Mitwirkung an diesen Verfahren sogar noch nach Unterzeichnung aufzukündigen.
4. Die Länder setzen die UN-Antifolterkonvention nur widerwillig um. So hat kaum ein Land den Art. 13 FoK umgesetzt und eine unabhängige Untersuchungsstelle geschaffen, an welche sich Betroffene wenden können und der Fall dann tatsächlich und wirksam untersucht wird. Der UN-Ausschuss gegen Folter hält in seinen Empfehlungen zu den Staatenberichten regelmäßig fest: «Der Ausschuss bringt daher erneut seine Besorgnis darüber zum Ausdruck, dass (...) keine unabhängigen und wirksamen Ermittlungen bei Misshandlungsvorwürfen stattfinden (Artikel 12, 13 und 16). Der Ausschuss empfiehlt dem Vertragsstaat  (...) alle geeigneten Maßnahmen zu ergreifen, um sicherzustellen, dass alle Vorwürfe über Folter und Misshandlungen durch Polizeibeamte  unverzüglich  und  gründlich  von  unabhängigen  Stellen  untersucht  werden,  ohne dass dabei institutionelle oder hierarchische Verbindungen zwischen den Ermittlern und den mutmaßlichen Tätern aus den Reihen der Polizei bestehen.». Siehe bspw. Pkt. 19 im 5. Staatenbericht Deutschland vom 12. Dezember 2011. Somit bleibt es nur eine Absichtserklärung.

Befürworter betonen eine Verbesserung des internationalen Menschenrechtsschutzes.  Sie verweisen auf die Strafbarkeit des Folterns unter allen Umständen, sowie die Pflicht, überführte Täter auszuliefern. Abschreckend wirke auch die Möglichkeit unabhängiger Vor-Ort-Untersuchungen.  Zudem seien die Staaten verpflichtet, nicht nur eigene Bürger strafrechtlich zu verfolgen, sondern im Zweifelsfall auch Bürger fremder Staaten, selbst wenn keine eigenen Staatsbürger die Opfer sind. Nach diesem Prinzip wurde z. B. in Deutschland der bosnische Staatsbürger Duško Tadić festgenommen, der anschließend an den Internationalen Strafgerichtshof für das ehemalige Jugoslawien in Den Haag ausgeliefert wurde.